# جاي جاي موسى
جاي جاي موسى (بالإنجليزية: J. J. Moses)‏ هو لاعب كرة قدم أمريكية أمريكي، ولد في 12 سبتمبر 1979 في واترلو في الولايات المتحدة.

## وصلات خارجية
- جاي جاي موسى على موقع مرجع كرة القدم المحترفة.كوم (الإنجليزية)